# 13396 Midavaine
13396 Midavaine è un asteroide della fascia principale. Scoperto nel 1999, presenta un'orbita caratterizzata da un semiasse maggiore pari a 2,5931945 UA e da un'eccentricità di 0,1793886, inclinata di 9,21212° rispetto all'eclittica.